# Phare de Mikhmoret
Le phare de Mikhmoret est un phare actif situé à Mikhmoret dans le District centre de l'État d'Israël, sur la côte méditerranéenne.

## Histoire
Ce phare, construit dans les années 1960, est situé dans l'enceinte de l'école nautique Mevo'ot Yam, sur le côté nord du port de Mikhmoret et au nord de Netanya.

## Description
La lumière est sur un mât au mur d'un bâtiment sur pilotis de 10 m de haut. Il émet, à une hauteur focale de 14 m, un éclat blanc et rouge, selon direction, toutes les 15 secondes. Sa portée est de 10 milles nautiques (environ 19 km).
Identifiant : ARLHS : ISR006 - Amirauté : N5956 - NGA : 113-21236 .

## Caractéristiques dufeu maritime
Fréquence : 15 secondes (W)
- Lumière : 0.5 seconde
- Obscurité : 4.5 secondes
- Lumière : 0.5 seconde
- Obscurité : 9.5 secondes

|           |
| Mikhmoret |

### Lien connexe
- Liste des phares d'Israël